# Drymodromia maculipennis
Drymodromia maculipennis är en tvåvingeart som beskrevs av Smith 1969. Drymodromia maculipennis ingår i släktet Drymodromia och familjen dansflugor. Inga underarter finns listade i Catalogue of Life.